# Chamba (ceramika)
Chamba (hiszp. la chamba) - tradycyjne kolumbijskie wyroby ceramiczne.

## Charakterystyka
Chamba to naczynia kuchenne, doniczki i inne domowe ozdoby powstałe w wyniku wypalania specjalnej czarnej gliny (hiszp. la arcilla), produkowane w niektórych rejonach Kolumbii (m.in. rejon Tolima). Z powodu ręcznego sposobu produkcji i zastosowania wyłącznie naturalnych materiałów uznawana jest za rękodzieło. Chambę charakteryzuje naturalna, głęboka czerń, odporność na wysokie temperatury oraz stosunkowo duża trwałość (choć nie całkowita odporność na stłuczenie). 

## Historia i produkcja
Korzenie tradycji wytwarzania i używania chamby tkwią w kulturze andyjskich Indian. Po pierwotnym, ręcznym uformowaniu, naczynia są suszone na słońcu (może to trwać nawet 30 dni). Następnie pokrywa się je warstwą czerwonej gliny aby były mniej porowate. Czerwona glina podczas procesu wypalania zamieni się w szkliwo. Po pokryciu czerwoną gliną naczynia ponownie się suszy, a następnie poleruje specjalnymi gładkimi kamieniami. Dopiero po wygładzeniu są one wkładane do pieca w kształcie dymarki (prawdopodobnie pochodzenia arabskiego, w Ameryce Południowej poznane za czasów konkwisty). Po zakończeniu procesu wypalenia czerwonkawe wówczas naczynia pokrywa się łuskami ryżowymi i "wędzi się" w dymie, co nadaje im czarny kolor. Ostatnim krokiem jest polerowanie, aż do uzyskania połysku i kontrola jakości.

## Zastosowanie
Chamba ma szerokie zastosowanie w kuchni kolumbijskiej. Z uwagi na odporność na wysokie temperatury, tradycyjnie przygotowuje się w niej potrawy do późniejszego zapieczenia w piekarniku (zastępuje szklane naczynie żaroodporne), smażenia (zamiast metalowych patelni) czy gotowania, jak również używana jest jako pojemnik na sosy i zimne sałatki. Bezpieczne stosowanie w zmywarkach i mikrofalówkach umożliwia jej łatwe wykorzystanie w nowoczesnej kuchni.